# Take It to the Limit (Eagles)
Take It to the Limit è un singolo del gruppo musicale statunitense Eagles.

## Il disco
Negli Stati Uniti fu pubblicato come doppio lato A (versione mono e stereo) verso la fine del 1975, mentre nel Regno Unito venne pubblicato nel 1976, avente come lato B il brano Best of My Love. Entrambi i brani musicali presentano lo stesso stile musicale: due ballate aventi un sound che va dal folk al pop rock.

## Tracce
Versione statunitense
1. Take It to the Limit (mono) – 3:48 (Henley, Frey, Meisner)
2. Take It to the Limit (stereo) – 3:48 (Henley, Frey, Meisner)

Versione britannica
1. Take It to the Limit – 3:48 (Henley, Frey, Meisner)
2. Best of My Love – 4:36 (Henley, Frey, J. D. Souther)

## Formazione
- Glenn Frey - chitarra acustica, cori
- Bernie Leadon - chitarra elettrica, cori
- Randy Meisner - voce solista, basso
- Don Henley - batteria, percussioni, cori
- Don Felder - chitarra elettrica

## Classifiche
| Classifica                       | Posizione migliore |
| -------------------------------- | ------------------ |
| Billboard Canadian Singles Chart | 16                 |
| Canadian Adult Contemporary      | 6                  |
| RIANZ                            | 23                 |
| Official Singles Chart           | 12                 |
| Billboard Hot 100                | 4                  |
| Adult Contemporary               | 4                  |